# 赤ずきん (映画)
『赤ずきん』（原題: Red Riding Hood）は、2011年のアメリカ合衆国の映画。デヴィッド・レスリー・ジョンソンが童話『赤ずきん』を基にして脚本を書いたホラー映画である。監督はキャサリン・ハードウィックが務め、レオナルド・ディカプリオが率いるアッピアン・ウェイ・プロダクションズが製作した。

## ストーリー
小さな村の美しい娘ヴァレリーは、木こりのピーターと愛し合っていたが、母親が鍛冶屋のヘンリーを婚約者に決めてしまう。そんな村に、久しぶりにオオカミが現れ、ヴァレリーの姉ルーシーが犠牲になる。オーガスト神父の反対をよそに、自警団が組織され、見事オオカミを退治するが、ヘンリーの父親が第2の犠牲者になってしまう。翌日、魔物ハンターとして知られるソロモン神父の一行が村に到着し、村人たちに意外な事実を知らせる。犯人はオオカミではなく、村人にまぎれて暮らしている人狼の仕業だというのだ。果たして、赤い月夜の晩、どこからともなく人狼が現れ、またまた犠牲者がでてしまう。人狼の正体について村人たちが疑心暗鬼になる中、ヴァレリーは恋人ピーターや婚約者ヘンリーにも疑いの目を向けるようになる。

## キャスト
ヴァレリー
演 - アマンダ・サイフリッド、日本語吹替え - 甲斐田裕子
村に住む美しい少女。「いい子」を演じている。
ソロモン神父
演 - ゲイリー・オールドマン、日本語吹替え - 辻親八
魔物ハンターとして知られ、狼を退治するために部下を連れて村にやって来る。
二人の娘を救うために人狼となった妻を殺した過去を持つ。
セザール
演 - ビリー・バーク、日本語吹替え - 咲野俊介
ヴァレリーの父親。
ピーター
演 - シャイロ・フェルナンデス、日本語吹替え - 小松史法
ヴァレリーの幼なじみで恋人。
ヘンリー
演 - マックス・アイアンズ、声 - 星野貴紀
ヴァレリーの婚約者。村一番の裕福な家の息子。
ヴァレリーの姉ルーシーに好意を寄せられていたが、ヴァレリーを愛している。
スゼット
演 - ヴァージニア・マドセン、日本語吹替え - よのひかり
ヴァレリーの母親。ヘンリーの父エイドリアンを愛していた。
ヴァレリーの姉ルーシーはエイドリアンとの間に生まれた娘。
オーガスト神父
演 - ルーカス・ハース、日本語吹き替え - 上田燿司
ソロモン神父を頼りにしていたが、彼のやり方に反発を覚えるようになる。
おばあちゃん
演 - ジュリー・クリスティ、日本語吹替え - 土井美加
ヴァレリーの祖母。セザールの母親。
ヴァレリーに赤い頭巾を作ってやる。

## 公開
元々は2011年4月22日公開を予定していたが、同年3月11日に早まった。

## 評価
レビュー・アグリゲーターのRotten Tomatoesでは210件のレビューで支持率は10%、平均点は3.80/10となった。Metacriticでは36件のレビューを基に加重平均値が29/100となった。

## Blu-ray / DVD
日本ではワーナー・ホーム・ビデオより発売。
- 【初回限定生産】赤ずきん ブルーレイ&DVDセット（2枚組、2011年10月19日発売）
  - ディスク1：本編Blu-ray
    - 本編：劇場公開版本編と「もうひとつのエンディング」本編を収録
    - 映像特典
      - インムービー・エクスペリエンス（本編と同時に監督・製作総指揮：キャサリン・ハードウィック、アマンダ・サイフリッド、シャイロー・フェルナンデス、マックス・アイアンズによる映像解説をピクチャー・イン・ピクチャー形式で鑑賞可能）
      - ビハインド・ストーリー
        - 真正“赤ずきん”のダークな世界
        - “赤ずきん”のイケメン紹介
        - “赤ずきん”の音楽
        - 人狼が出来上がるまで
        - キャスティングについて
          - シャイロー・フェルナンデス
          - マックス・アイアンズ
          - シャイローとマックス

        - リハーサルの風景
          - ダンスのシーン
          - 祭りのシーン
          - 人狼の襲撃シーン

        - 短編“赤ずきん”

      - 未公開シーン集
        - クロードとルーシーの出会い
        - ルーシーを思うヴァレリー
        - ヴァレリーとおばあちゃん
        - セザールのあこがれ

      - NG集
      - ミュージック・クリップ
        - “The Wolf”by Fever Ray
        - “Just a Fragment of You”by Anthony Gonzalez and Brian Reitzell

  - ディスク2：本編DVD
    - 本編：劇場公開版本編を収録
    - 映像特典
      - 未公開シーン集（本編Blu-rayと同様）

  - 封入特典
    - オリジナル・ブックレット

  - 期間限定特典
    - デジタルコピー